# نظرية عبء الرجل الأبيض
نظرية عبء الرجل الأبيض (بالإنجليزية: White man burden theory)‏ نظرية سادت في أوروبا خلال القرن التاسع عشر، لجأت إليها الدول الأوروبية الاستعمارية رفقة عدد من فلاسفتها لصياغتها، بالإضافة لبعض علماء السياسة من مثقفي السلطة، فنشأت على إثرها نظرية تبرر هيمنة الرجل الأبيض.
ظهرت نظرية «عبء الرجل الأبيض» إلى الوجود في فكر القرن التاسع عشر، الذي بزغت فيه نظرية عنصرية متكاملة تقسم البشر إلى أجناس غير متساوية القيمة. بين أجناس عليا تمثل الرجال والنساء البيض، وأجناس دنيا تمثل الرجال والنساء السود ولواحقهم والمهجنين.
وحسب هذه النظرية يمنح للرجال البيض كل الحقوق والامتيازات، فيما يبقى الرجال السود مجرد عبيد ينتمون إلى ثقافات بدائية متوحشة ومتخلفة، ولذلك كان يطلق عليهم«البرابرة» أو «الهمجيين». وهؤلاء المتوحشين يقع عبء تمدينهم على الجنس الأبيض المتحضر وصاحب الأفكار السامية. ولذلك فعملية استعمار الشعوب البدائية مبررة أخلاقيًا، لأنها هي الوسيلة الوحيدة لنقل هذه الشعوب من حالة الوحشية إلى حالة التمدن.
واعتبر بعض المؤرخين أن النظرية قد خدعت العقل الأوروبي الاستعماري، لكي يبرر ظاهرة الاستعمار، وكي يقنع المواطنين الأوروبيين بأن اشتراكهم في الحروب الاستعمارية مسألة مبررة بل وأخلاقية، بل إن زرع أعداد كبيرة من السكان الأوروبيين في قلب البلاد المستعمَرة مسألة مشروعة تتماشى مع مسألة تقدم الشعوب المتخلفة.